# Jialu He
Jialu He är ett vattendrag i Kina. Det ligger i provinsen Henan, i den centrala delen av landet, omkring 150 kilometer sydost om provinshuvudstaden Zhengzhou.
Genomsnittlig årsnederbörd är 915 millimeter. Den regnigaste månaden är augusti, med i genomsnitt 182 mm nederbörd, och den torraste är januari, med 7 mm nederbörd.